# مدينة ديرنكويو تحت الأرض

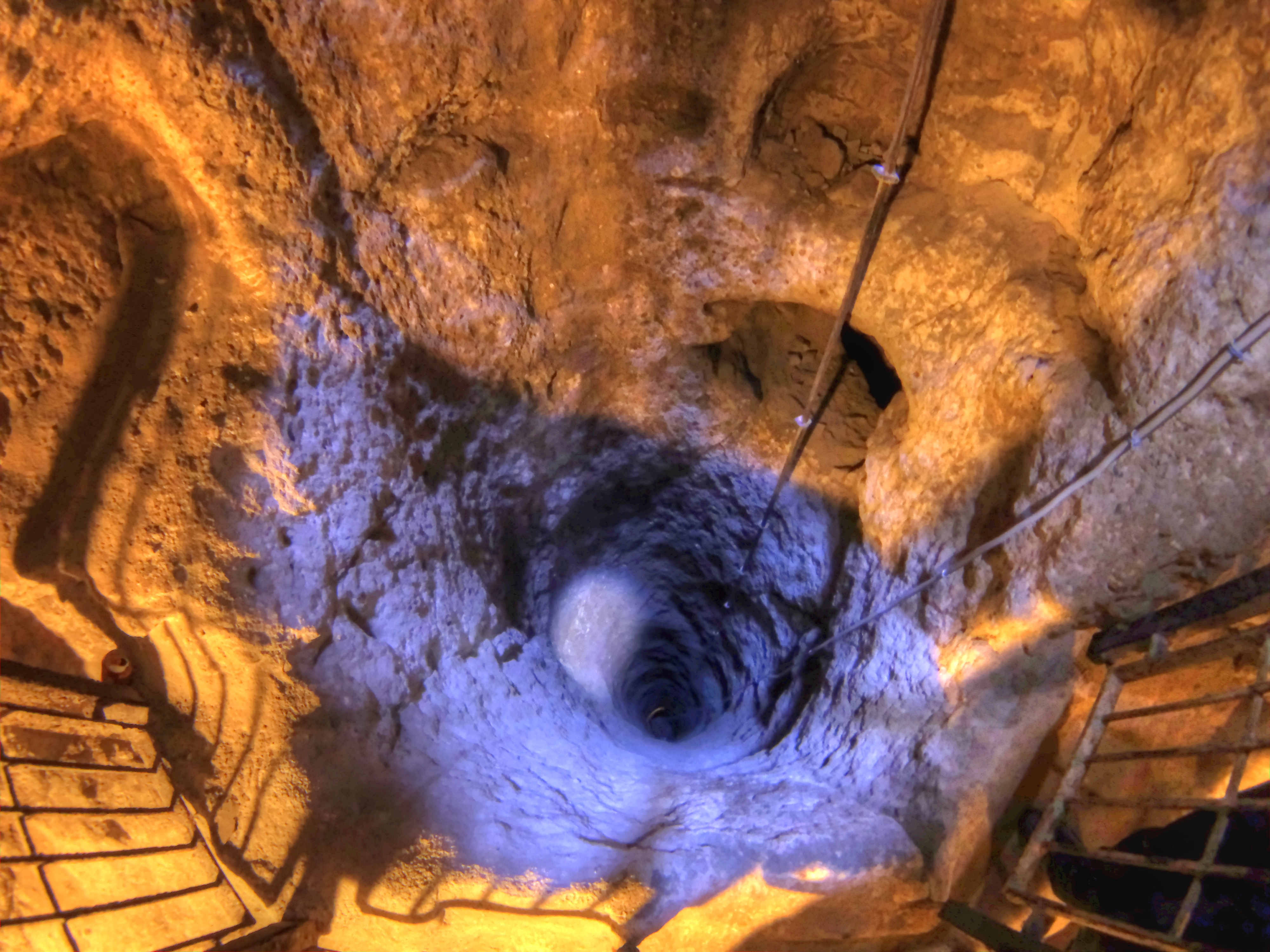

تُعتبر مدينة ديرنكويو تحت الأرض بأنها مدينة من عدة طوابق تحت سطح الأرض في منطقة ديرنكويو ضمن محافظة نوشهر في تركيا، وتصل إلى عمق 60 متر (200 قدم). تعد كبيرة بما يكفي لاستيعاب 20 ألف شخص مع مواشيهم ومخازن طعامهم. تُصنف هذه المدينة بأنها أكبر مدينة تحت الأرض تم التنقيب عنها في تركيا، وهي واحدة من عدة مجمعات تحت سطح الأرض في كبادوكيا.

## الميزات
يمكن إغلاق مدينة ديرنكويو تحت سطح الأرض من الداخل وذلك باستخدام أبواب حجر كبيرة. بالإمكان إغلاق كل باب على حدى. يمكن أن تحوي المدينة ما يصل إلى غاية 20 ألف نسمة، وفيها وسائل راحة موجودة في مجمعات أخرى تحت الأرض في أرجاء كبادوكيا مثل معاصر النبيذ والزيت والأقبية والإسطبلات وغرف التخزين وغرف الطعام ومصالٍ كنسية. توجد غرفة فسيحة بسقف معقود في الطابق الثاني في ديرنكويو حصريًا.
لقد قيل أن هذه الغرفة كانت تُستخدم كمدرسة دينية بينما كانت الغرف الموجودة في الشمال مخصصة للدراسة. تبدأ سلاسل السلالم العمودية من الطابق الثالث والرابع وتؤدي إلى كنيسة صليبية في الطابق الأدنى (الخامس). يبدو أن عمود التهوية الضخم بطول 55 متر (180 قدم) قد استُخدم أيضًا. أمّن هذا العمود المياه للقرويين في الأعلى ولأولئك المختبئين عندما لا يكون العالم الخارجي متاحًا.

## تاريخها
تقول وزارة الثقافة التركية أنه لابد أن الفريجيين قد بنوا الكهوف في بادئ الأمر في الصخور البركانية بمنطقة كبادوكيا في القرن السابع والثامن قبل الميلاد، وكان الفريجيون من الشعوب الهندية الأوروبية. تُوفيت اللغة الفريجية في العصور الرومانية وحلت مكانها نسيبتها المقربة وهي اللغة اليونانية، وفي هذا الوقت، وسع السكان المسيحيون الكهوف إلى بنى عميقة مؤلفة من طوابق عديدة وأضافوا المصالي المسيحية والنقوش اليونانية.
تشكلت مدينة ديرنكويو في الكامل ضمن الحقبة البيزنطية عندما استُخدمت بشكل كبير كوسيلة حماية من العرب المسلمين خلال الحروب الإسلامية البيزنطية (780 – 1180). ارتبطت المدينة بمدن أخرى تحت سطح الأرض وذلك من خلال أنفاق بطول عدة كيلومترات (أميال). اكتٌشفت بعض القطع الأثرية في هذه المستوطنات تحت سطح الأرض وتبين أنها تعود إلى الفن البيزنطي بين القرن الخامس والعاشر. تابع المسيحيون الأصليون استخدام هذه المدن كوسيلة حماية من اعتداءات المغول على تيمور في القرن الرابع عشر. بعد سقوط المنطقة على يد العثمانيين، استُخدمت المدن ملاجئ للسكان الأصليين من الحكام المسلمين الأتراك.
بحلول القرن العشرين، كان السكان المحليون اليونانيون الكبادوكيون مستمرين باستخدام المدن تحت الأرض للفرار من أمواج الحروب الدورية. وعلى سبيل المثال، كان ريتشارد ماجيلفراي دوكينز لغويًا من جامعة كامبرديج وأجرى بحثًا منذ عام 1909 إلى عام 1911 على اليونان الكبادوكيين الناطقين باللغة الأصلية في تلك المنطقة وسجل حصول حدث من هذا النوع في عام 1909: «عندما جاءت الأخبار عن المذابح الحديثة في أضنة لجأ كم كبير من الناس في آكسو إلى هذه الغرف تحت الأرض، وفي بعض الليالي لم يغامروا بالنوم فوق سطح الأرض».
في عام 1923، طُرد السكان المسيحيون في المنطقة من تركيا وانتقلوا إلى اليونان بموجب اتفاقية التبادل السكاني بين اليونان وتركيا وعندها هُجرت الأنفاق.
في عام 1963، اكتُشفت الأنفاق مجددًا بعد أن وجد أحد سكان المنطقة غرفة غريبة وراء جدار في منزله. وكشف الحفر الإضافي وجود طريق إلى شبكة الأنفاق.
وفي عام 1969، افتُتح الموقع للزوار وفي ذاك الوقت كان من السهل الوصول إلى نحو نصف المدينة الموجودة تحت سطح الأرض.